# Білоцерковець Дмитро Олександрович
Дмитро́ Олекса́ндрович Білоцерко́вець (народився 21 лютого 1986, Севастополь) — депутат Київської міської ради IX скликання, народний депутат України VIII скл. (Блок Порошенка).

## Освіта
2003 року закінчив севастопольську школу № 3. 2007 року закінчив київський Європейський університет за спеціальністю «Менеджмент».

## Професійна діяльність
Грудень 2009 — грудень 2012 — ТОВ «Віадук-Р», директор.
Січень 2013 — вересень 2014 — Апарат Верховної Ради України, помічник-консультант народного депутата України[кого?].
Вересень 2014 — березень 2016 — Департамент міського благоустрою та збереження природного середовища виконавчого органу Київської міської ради (Київської міської державної адміністрації), директор.
З 29 березня 2016 до серпня 2019 — народний депутат України, фракція Блоку Порошенка.
З 25 жовтня 2020 обраний депутатом Київської міської ради за списком партії УДАР.  Член комісій Київської міської ради з питань бюджету та соціально-економічного розвитку.

## Політика
Після університету зайнявся політичною діяльністю. 2007 року очолив виконком громадської організації «Севастополь без корупції». У 2007—2012 на громадських засадах був помічником народного депутата 6-го скликання від блоку «Наша Україна — Народна Самооборона» В'ячеслава Кириленка.
З 2008 по 2009 рік очолював севастопольський осередок молодіжного союзу «Наша Україна».
Балотувався на довиборах[коли?] до Севастопольської міськради від громадської організації «За справедливий Севастополь» в одномандатному мажоритарному виборчому окрузі № 19. Виступав організатором проукраїнських акцій в Севастополі. За активну підтримку Євромайдану 7 лютого 2014 року в Севастополі невідомі спалили автомобіль Білоцерковця[джерело?].
З 29 березня 2016 до серпня 2019 — народний депутат України, фракція Блоку Порошенка. У ВРУ входив до депутатських груп з міжпарламентських зв'язків з такими країнами як Польща, Італія, Німеччина, США, Латвія Британія.

## Громадська діяльність
У лютому 2016 року Білоцерковець ініціював створення кримськотатарського класу в Києві, для дітей вимушених переселенців з Криму[джерело?].

## Критика

### Незаконні рішення
8 лютого 2024 року, на Пленарному засіданні, під час голосування про передачу ТОВ «АРІКС» земельної ділянки в оренду для експлуатації та обслуговування багатофункціонального комплексу на вул. Олеся Гончара, 71 у Шевченківському районі міста Києва (579941440). (від 01.07.2020 № 08/231-1663/ПР) проголосував ЗА. Таке рішення є порушенням Закону України «Про охорону культурної спадщини»,, оскільки Будинок Родіна має статус пам'ятки архітектури та історії місцевого значення й, відповідно, не підлягає жодним перебудовам чи знесенню.

## Захоплення
Кандидат в майстри спорту з легкої атлетики на 400, 800 і 1500 метрів, багаторазовий переможець чемпіонатів і кубків Криму, переможець Всеукраїнських студентських ігор[джерело?].

## Електронна декларація
Станом на початок 2016 року Білоцерковець володів 2 автомобілями, 1 земельною ділянкою. Депутат задекларував 398 одиниць криптовалюти Bitcoin, 37 тисяч євро, 35 тисяч доларів США, 60 тисяч гривень, 5 картин. Середня заробітна платня народного депутата склала 6232 грн на місяць.
В жовтні 2019-го НАБУ повідомило про розслідування, що триває з 2017 року, щодо приховування Дмитром інформації про будинок в Києві у своїй декларації за 2016 та 2017 роки. Невраховану власність оцінюють в 3,8 млн грн.